# Rincón de San Lucas
Rincón de San Lucas är ett samhälle i kommunen Luvianos i delstaten Mexiko i Mexiko. Rincón de San Lucas hade 122 invånare vid folkräkningen år 2020.